# Saint Thomas (wyspa)
Saint Thomas – wyspa położona na Morzu Karaibskim, będąca dystryktem Wysp Dziewiczych Stanów Zjednoczonych. Na wyspie znajduje się stolica terytorium - Charlotte Amalie. Populacja wyspy wynosi 51 181 mieszkańców (2001), co stanowi około 47% ludności wszystkich wysp terytorium. Wyspa ma powierzchnię 80,9 km².

## Historia
Od 1657 roku wyspa należała do Holandii. W 1666 w wyniku II wojny angielsko-holenderskiej duński król Fryderyk III zaanektował wyspę i przekształcił w kolonię duńską. W roku 1672 została założona Duńska Kompania Zachodnioindyjska, która miała za zadanie eksploatację wyspy. Pierwszym jej gubernatorem został Jorge Iversen. Po jego śmierci wyspa została opanowana przez Nilsa Smitha i piratów. Porządek na wyspie przywrócił Gabriel Milan. Jego okrutne rządy i metody spowodowały odwołanie go z funkcji i skazanie na śmierć. 
W 1685 roku Kompania Zachodnioindyjska udostępniła wyspę Kompanii Brandenburskiej będącej pod zarządem elektora brandenburskiego Fryderyka Wilhelma, która planowała uprawę trzciny cukrowej i handel niewolnikami. W 1701 Kompania Branderburska w wyniku zalegania z opłatami i podatkami została zlikwidowana. Korona Duńska w roku 1717 zaanektowała pobliską bezludną wyspę Saint John, a w roku 1733 bezludną jeszcze wyspę Saint Croix. W 1750 roku miasto i port Charlotte Amalie ogłoszono wolnym portem, a wyspa stała się wielkim targiem niewolników i eksporterem rumu.
W latach 60. XIX wieku duńskie Wyspy Dziewicze stały się obiektem zainteresowania Stanów Zjednoczonych, poszukujących bazy morskiej w regionie Karaibów. 24 października 1867 roku po długotrwałych negocjacjach rząd duński ratyfikował traktat, na mocy którego Dania miała sprzedać wyspę wraz z sąsiednią Saint John Stanom Zjednoczonym za kwotę 7,5 mln dolarów amerykańskich. Traktat nie został jednak ratyfikowany przez USA i do sprzedaży ostatecznie nie doszło. Sprzedaż obu wysp ponownie stała się przedmiotem negocjacji pomiędzy oboma krajami podczas I wojny światowej. Wyspy zostały przekazane administracji amerykańskiej 31 marca 1917 roku w zamian za kwotę 25 mln dolarów.